# Stary Wierch
Stary Wierch (840 m n.p.m.) – szczyt położony w Paśmie Radziejowej należącym do Beskidu Sądeckiego.
Jest kulminacją będącą zarazem zakończeniem grzbietu biegnącego z Prehyby na południe, ku dolinie Grajcarka. Znajduje się pomiędzy dolinami potoku Sielskiego i Starego Potoku. Partie szczytowe stanowi łagodny, bezleśny teren, w którego wschodniej części jest usytuowany najwyższy punkt. Lasem pokryte są stoki wschodnie oraz zachodnie, a miejscami również południowe. Na południowym zboczu znajduje się źródło Szlachtowskiego Potoku, który spływając w dół, swoją doliną rozcina stok góry, dzieląc go na dwa grzbiety – węższy zachodni i rozleglejszy wschodni.
Przez wierzchołek przechodzi granica Popradzkiego Parku Krajobrazowego. Na mapach określany jest on nazwą Stary Wierch, ale przez miejscową ludność nazywany jest Maneszowym. Dawniej były na nim pola uprawne i pastwiska Rusinów ze Szlachtowej i był bardziej wylesiony. Obecnie jest jeszcze miejscami wypasany, częściowo zarasta lasem, ale widokowe łąki dochodzą jeszcze do jego wierzchołka, a nawet wyżej (do wysokości 860 m).
Stary Wierch znajduje się w granicach Szlachtowej w województwie małopolskim, w powiecie nowotarskim, w gminie miejsko-wiejskiej Szczawnica. Nie prowadzi przez niego żaden pieszy szlak turystyczny, ale przez szczyt prowadzi jednak czarny szlak narciarski Przehyba – Szlachtowa. Na południowym stoku przebiega również Transbeskidzki Szlak Konny pomiędzy Szlachtową a Jaworkami.